# Виноградов, Павлин Фёдорович
Павлин Фёдорович Виногра́дов (1890—1918) — российский революционер.

## Биография
Родился 23 января (3 февраля по ст. стилю) 1890 года в селе Заянье Гдовского уезда Санкт-Петербургской губернии, в семье приказчика фабрики. После смерти отца с десяти лет был учеником, затем рабочим Сестрорецкого завода.
В 1905 году вступил в РСДРП, участвовал в революционном движении 1905—1907 годов. После смерти матери в 1909 году скрывался от призыва в армию. В 1912 году был задержан, судим и приговорён к двум годам дисциплинарного батальона. В этом же году, за агитацию «против царя» снова судим военным судом и приговорён к 8 годам каторги, которую отбывал в Шлиссельбургской крепости и в Сибири, в Александровском централе.
После Февральской революции участвовал в подавлении Корниловского выступления, был участником штурма Зимнего дворца.

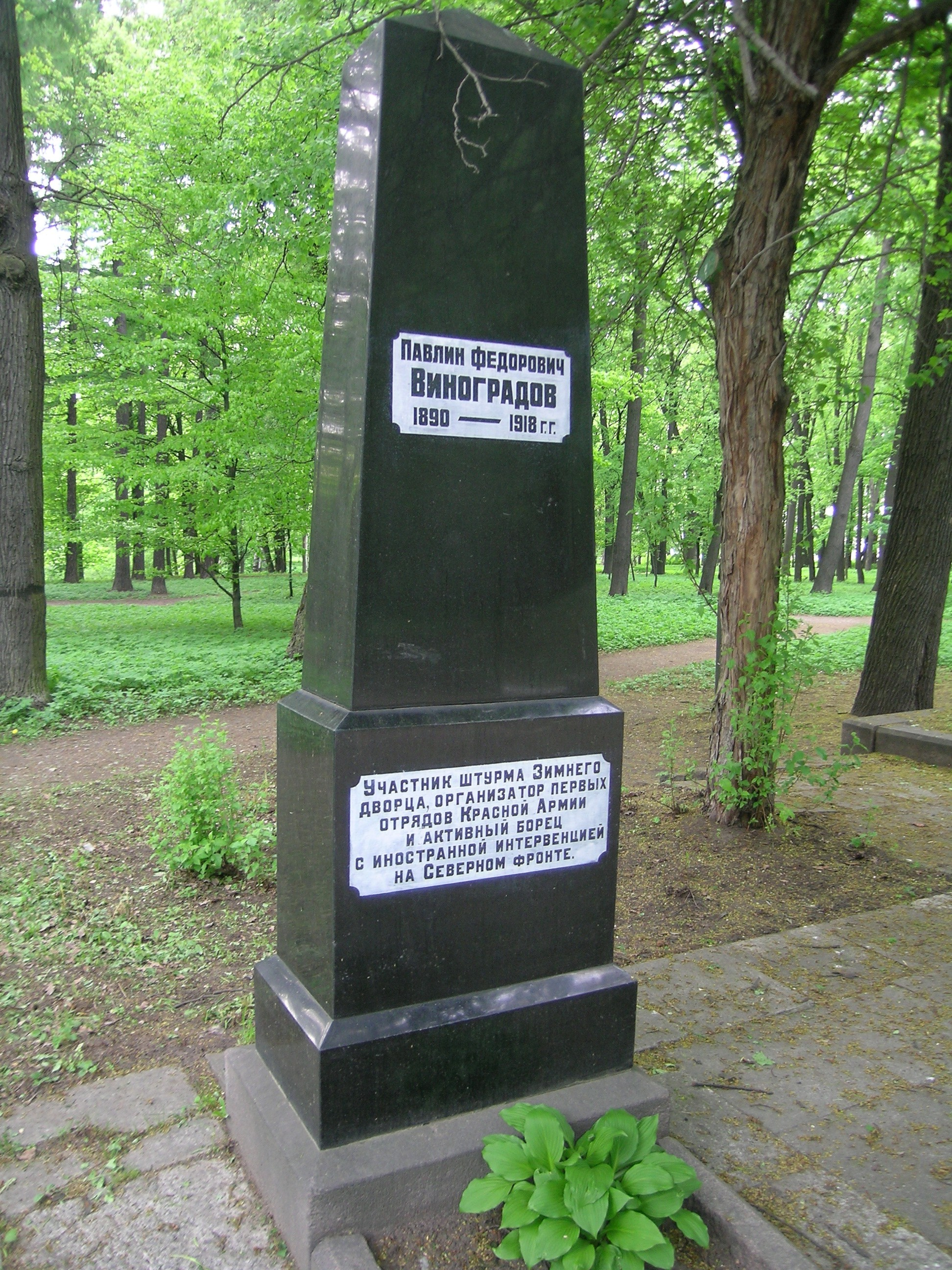
Могила П. Ф. Виноградова

В феврале 1918 года Виноградов был командирован в Архангельск для организации продовольственной помощи Петрограду, был избран заместителем председателя Архангельского губисполкома. В 1918 году руководил подавлением кулацкого мятежа в Шенкурском уезде, стал одним из создателей Котласского укреплённого района и Северо-Двинской военной флотилии, корабли которой под командованием Виноградова участвовали в боях с иностранными интервентами на котласском направлении. В ночь с 10 на 11 августа 1918 года П. Ф. Виноградов предпринял бой у Двинского Березника. Подойдя с потушенными огнями на судах флотилии к Березнику, П. Ф. Виноградов начал разгром противника, открыв, как он сам писал, «ураганный шквальный огонь». Бой длился 2 часа 10 минут. Потери противника были велики. В этом небольшом сражении враг впервые получил отпор на Северной Двине.
Погиб 8 сентября 1918 года в бою под деревней Шидрово Виноградовского района Архангельской области. Похоронен в Петрограде в парке Лесотехнической академии.

## Память
Именем Павлина Виноградова названы ряд объектов, как на его малой родине, так и в городах и поселках бассейна Северной Двины, откуда происходила мобилизация судов и личного состава для флотилии:
- Виноградовский район Архангельской области (с 1940 года).
- Улицы в городах Котлас и Великий Устюг.
- Центральная улица посёлка Березник (административного центра Виноградовского района).
- Улица села Пермогорье в Красноборском районе Архангельской области.
- Улица поселка Лальск Лузского района Кировской области.
- Улица посёлка Струги Красные Псковской области[3].
- Школа в деревне Заянье Плюсского района Псковской области[3].
- Улица посёлка Медведь Шимского района Новгородской области.
- Тип транспортного судна «Павлин Виноградов»[4].
- В составе ВМФ СССР были названы базовый тральщик проекта 73К (1940—1954) и морской тральщик проекта 264А (1960—1982).

Памятники:
- На площади Павлина Виноградова в Архангельске, располагающейся на Троицком проспекте (который с 1920 по 1993 год назывался его именем) напротив кинотеатра «Мир».
- Памятник-обелиск на месте гибели в деревне Шидрово.
- 1 ноября 1987 года в г. Котлас между Северной Двиной и улицей Виноградова открыт памятник героям Северо-Двинской военной речной флотилии, одна из четырёх фигур скульптурной композиции изображает Виноградова[5].

Фигурирует в романе Валентина Пикуля «Из тупика».